# 紅唇羅曼蒂卡 / That's Right
「紅唇羅曼蒂卡 / That's Right」（唇からロマンチカ / That's Right）是日本的音樂团体AAA的第14张单曲。2007年5月16日由avex trax发售。

## 概要
- 「紅唇羅曼蒂卡 / That's Right」是AAA第四張2A單曲。
- 「紅唇羅曼蒂卡」和「That's Right」是成員西島隆弘和與真司郎主演，東京電視台電視劇「美味學院」的主題曲和插曲。
- 此單曲有3個版本，分別有「紅唇羅曼蒂卡 ver.」、「That's Right ver.」和「CD ONLY」。各版本收錄不同的Music Clip，而且收錄了「Let it beat!」的「Let it beat!（Aurum vs. Ovrar mix）」
- 「紅唇羅曼蒂卡 ver.」的封面的紅唇是成員西島隆弘的。
- 在5月28日於公信榜单曲週排行榜取得第6位

## 收录内容

### CD+DVD（紅唇羅曼蒂卡 ver.）
CD
1. 紅唇羅曼蒂卡
（作詞：井上秋緒 作曲：BULGE）
2. That's Right
（作詞：松井五郎 作曲：石田匠）
3. Let it beat!（Aurum vs. Ovrar mix）
4. 紅唇羅曼蒂卡（Instrumental）
5. That's Right（Instrumental）

DVD
1. 紅唇羅曼蒂卡（Music Clip）

### CD+DVD（That's Right ver.）
CD
1. 紅唇羅曼蒂卡
2. That's Right
3. Let it beat!（Aurum vs. Ovrar mix）
4. 紅唇羅曼蒂卡（Instrumental）
5. That's Right（Instrumental）

DVD
1. That's Right（Music Clip）

### CD ONLY
1. 紅唇羅曼蒂卡
2. That's Right
3. Let it beat!（Aurum vs. Ovrar mix）
4. 紅唇羅曼蒂卡（Instrumental）
5. That's Right（Instrumental）